# WorldView-4
WorldView-4 war ein kommerzieller Erdbeobachtungssatellit der amerikanischen Firma DigitalGlobe.
Er wurde am 11. November 2016 um 18:30:33 UTC mit einer Atlas-V-401-Trägerrakete vom Raketenstartplatz Vandenberg in eine sonnensynchrone Umlaufbahn gebracht.
WorldView-4 wurde original von der Firma GeoEye als GeoEye-2 entwickelt. Der Auftrag für den Bau von GeoEye-2 wurde im März 2010 an Lockheed Martin vergeben. Der Start des Satelliten war für Frühling 2013 geplant, wurde aber abgesagt und der Satellit eingelagert, nachdem sich das Unternehmen GeoEye mit dem Konkurrenten DigitalGlobe zusammengeschlossen hatte.
Der hexagonale und dreiachsenstabilisierte Satellit war mit einer Kamera ausgerüstet die eine Auflösung von 0,31 m panchromatisch (450–800 nm) und 1,24 m 4-Band-Multispektral (blau: 450-510 nm, grün: 510–580 nm, rot: 655–690 nm, infrarot: 780–920 nm) besitzt und sollte kommerzielle Bilder der Erdoberfläche für verschiedenste Einsatzzwecke liefern. Die Kamera GIS-2 wurde von der ITT Corporation gebaut und hat eine Apertur von 1,1 m sowie eine Schwadbreite im Nadir von 13,1 km. Der Satellit konnte Bilder bis zu 65° abseits des Nadir aufnehmen, wobei die Auslösung auf 3,5 m panchromatisch und 14 m Multispektral fiel. Er konnte sehr schnell geschwenkt werden, so dass das Aufnahmegebiet in etwa 10 s um 200 km verschoben werden konnte. Dadurch war es dem Satelliten möglich Bilder in einer Größe von 66,5 km × 112 km (fünf Streifen) und Stereobilder in einer Größe von 26,6 km × 112 km aufzunehmen und somit insgesamt 680,000 km² pro Tag. Er wurde auf Basis des Satellitenbus LM-900 von Lockheed Martin Space Systems gebaut und besaß eine geplante Lebensdauer von 10 bis 12 Jahren. Die Energieversorgung übernahmen sechs Galliumarsenid-Solarzellenpaneele, die eine Größe von 1,17 × 2,01 m hatten, sowie Lithium-Ionen-Batterien. Die Datenübertragung zur Erde erfolgte im X-Band mit 800 Mbit/s.
WorldView-4 konnte seit dem 7. Januar 2019 durch den Verlust einer Stabilitätsachse durch Ausfall eines von Honeywell gelieferten gefesselten Kreisels (control moment gyro, CMG) keine brauchbaren Bilder mehr liefern. Der Betreiber Maxar versuchte zusammen mit seinen Zulieferern, die Satellitenfunktionalität wiederherzustellen, blieb dabei jedoch erfolglos. Am 30. November 2021 verglühte WorldView-4 beim Überflug des Pazifiks in der Nähe von Neuseeland, nachdem die Höhe seiner Umlaufbahn kontrolliert gesenkt wurde. Der Satellit war für 183 Millionen US-Dollar versichert.